# Ascidia caudata
Ascidia caudata är en sjöpungsart som beskrevs av Heller 1878. Ascidia caudata ingår i släktet Ascidia och familjen Ascidiidae. Inga underarter finns listade i Catalogue of Life.